# Wiktor Wladimirowitsch Wagner
Wiktor Wladimirowitsch Wagner (russisch Виктор Владимирович Вагнер; * 4. November 1908 in Saratow; † 15. August 1981) war ein sowjetischer Mathematiker, der sich mit Geometrie beschäftigte.
Auf Empfehlung von Igor Tamm studierte Wagner an der Lomonossow-Universität in Moskau, wo er 1935 bei Weniamin Kagan mit einer Arbeit auf dem Gebiet der Differentialgeometrie promovierte. Der wissenschaftliche Rat der Fakultät für Physik und Mathematik der Moskauer Universität entschied, dass die Qualität seiner Dissertation so hoch sei, dass sie weit über das hinausgehe, was für die Erlangung des Titels Kandidat der Wissenschaften erforderlich sei, und verlieh ihm den Titel eines Doktors der Wissenschaften (entspricht der 
Habilitation). Er wurde Professor für Geometrie an der Universität von Saratow. Er beschäftigte sich mit Differentialgeometrie und Halbgruppen. 1952 begründete er das Studium Inverser Halbgruppen.
1937 erhielt er die Lobatschewski-Medaille.